# П'єтро Фанна
П'єтро Фанна (італ. Pietro Fanna, нар. 23 червня 1958, Гримакко) — італійський футболіст, що грав на позиції півзахисника. По завершенні ігрової кар'єри — футбольний тренер.
Виступав, зокрема, за клуби «Ювентус» та «Інтернаціонале», а також національну збірну Італії.
П'ятиразовий чемпіон Італії. Володар Кубка Італії. 

## Клубна кар'єра
Народився 23 червня 1958 року в місті Гримакко. Вихованець футбольної школи клубу «Удінезе».
У дорослому футболі дебютував 1975 року виступами за команду клубу «Аталанта», в якій провів два сезони, взявши участь у 55 матчах чемпіонату. 
Своєю грою за цю команду привернув увагу представників тренерського штабу клубу «Ювентус», до складу якого приєднався 1977 року. Відіграв за «стару сеньйору» наступні п'ять сезонів своєї ігрової кар'єри. Більшість часу, проведеного у складі «Ювентуса», був основним гравцем команди. За цей час тричі виборював титул чемпіона Італії, ставав володарем Кубка Італії.
Протягом 1982—1985 років захищав кольори команди клубу «Верона». За цей час додав до переліку своїх трофеїв ще один титул чемпіона Італії.
У 1985 році уклав контракт з клубом «Інтернаціонале», у складі якого провів наступні чотири роки своєї кар'єри гравця. Граючи у складі «Інтернаціонале» також здебільшого виходив на поле в основному складі команди.
Завершив професійну ігрову кар'єру у клубі «Верона», у складі якого вже виступав раніше. Прийшов до команди 1989 року, захищав її кольори до припинення виступів на професійному рівні у 1993 році.

## Виступи за збірні
Протягом 1976–1980 років залучався до складу молодіжної збірної Італії. На молодіжному рівні зіграв у 13 офіційних матчах, забив 3 голи.
З 1979 по 1980 рік захищав кольори олімпійської збірної Італії. У складі цієї команди провів 6 матчів, забив 3 голи. У складі збірної — учасник  футбольного турніру на Олімпійських іграх 1984 року у Лос-Анджелесі.
У 1983 році дебютував в офіційних матчах у складі національної збірної Італії. Протягом кар'єри у національній команді, яка тривала усього 3 роки, провів у формі головної команди країни 14 матчів.

## Кар'єра тренера
Розпочав тренерську кар'єру, повернувшись до футболу після невеликої перерви, 1998 року, увійшовши до тренерського штабу клубу «Верона».
Наразі останнім місцем тренерської роботи був клуб «Венеція», в якому П'єтро Фанна був одним з тренерів головної команди до 2002 року.
| Дата       | Місто         | Господарі | Результат | Гості          | Турнір            | Голи | Примітки |
| ---------- | ------------- | --------- | --------- | -------------- | ----------------- | ---- | -------- |
| 22/12/1983 | Перуджа       | Італія    | 3 – 1     | Кіпр           | Відбір до ЧЄ 1984 | -    | 60'      |
| 04/02/1984 | Рим           | Італія    | 5 – 0     | Мексика        | товариський матч  | -    | 46'      |
| 03/03/1984 | Стамбул       | Туреччина | 1 – 2     | Італія         | товариський матч  | -    | 76'      |
| 07/04/1984 | Верона        | Італія    | 1 – 1     | Чехословаччина | товариський матч  | -    | 46'      |
| 22/05/1984 | Цюрих         | ФРН       | 1 – 0     | Італія         | товариський матч  | -    | 71'      |
| 26/05/1984 | Торонто       | Канада    | 0 – 2     | Італія         | товариський матч  | -    |          |
| 30/05/1984 | Нью-Йорк      | США       | 0 – 0     | Італія         | товариський матч  | -    |          |
| 26/09/1984 | Мілан         | Італія    | 1 – 0     | Швеція         | товариський матч  | -    | 15'      |
| 08/12/1984 | Пескара       | Італія    | 2 – 0     | Польща         | товариський матч  | -    | 70'      |
| 13/03/1985 | Афіни         | Греція    | 0 – 0     | Італія         | товариський матч  | -    | 72'      |
| 03/04/1985 | Асколі-Пічено | Італія    | 2 – 0     | Португалія     | товариський матч  | -    | 60'      |
| 02/06/1985 | Мехіко        | Мексика   | 1 – 1     | Італія         | товариський матч  | -    | 64'      |
| 06/06/1985 | Мехіко        | Італія    | 2 – 1     | Англія         | товариський матч  | -    | 46'      |
| 25/09/1985 | Лечче         | Італія    | 1 – 2     | Норвегія       | товариський матч  | -    | 66'      |
| Усього     |               | Матчів    | 14        |                | Голів             | 0    |          |

## Титули і досягнення
- Чемпіон Італії (5):

«Ювентус»:  1977–78, 1980–81, 1981–82
«Верона»:  1984–85
«Інтернаціонале»:  1988–89
- Володар Кубка Італії (1):

«Ювентус»:  1978–79